# Karl Davydov

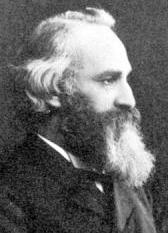
Karl Davydov.

Karl Juljevitj Davydov (ryska: Карл Юльевич Давыдов), född 15 mars (gamla stilen: 3 mars) 1838 i Kuldīga, Kurland, död 26 februari (gamla stilen: 14 februari) 1889 i Moskva, var en rysk tonsättare, cellist och musikpedagog. 
Davydov uppträdde 1859 med stor framgång i Gewandhaus i Leipzig, där han genast engagerades som solocellist och efterträdde Friedrich Grützmacher som lärare vid musikkonservatoriet. Efter några konsertresor blev han solist i kejserliga orkestern i Sankt Petersburg, konservatorielärare där (1862), dirigent för ryska musiksällskapet och slutligen direktör för musikkonservatoriet (1876–87). Hans kompositioner består i solostycken för cello, orkestersaker samt kammarmusik.